# Séraphin François Rouamba
Séraphin François Rouamba (* 1942 in Ouagadougou, Burkina Faso) ist ein burkinischer Geistlicher und emeritierter römisch-katholischer Erzbischof von Koupéla.

## Leben
Séraphin François Rouamba empfing am 27. Juni 1970 das Sakrament der Priesterweihe. 
Am 1. Juni 1995 ernannte ihn Papst Johannes Paul II. zum Bischof von Koupéla. Der Bischof von Padua, Erzbischof Antonio Mattiazzo, spendete ihm am 21. Oktober desselben Jahres die Bischofsweihe; Mitkonsekratoren waren der Apostolische Nuntius in Burkina Faso, Erzbischof Luigi Ventura, und der Erzbischof von Ouagadougou, Jean-Marie Untaani Compaoré. Am 5. Dezember 2000 ernannte ihn Johannes Paul II. zum Erzbischof von Koupéla.
Papst Franziskus nahm am 7. Dezember 2019 seinen altersbedingten Rücktritt an.